# Marjorie Boulton
 (mai 2021).
Si vous disposez d'ouvrages ou d'articles de référence ou si vous connaissez des sites web de qualité traitant du thème abordé ici, merci de compléter l'article en donnant les références utiles à sa vérifiabilité et en les liant à la section « Notes et références ».
Pour les articles homonymes, voir Boulton.
Marjorie Boulton, née le 7 mai 1924 à Teddington (Middlesex) et morte le 30 août 2017, est une femme de lettres britannique qui écrit en anglais et en espéranto.

## Biographie
Elle étudie l'anglais au Somerville College, Université d'Oxford, où elle suit les classes de CS Lewis et JRR Tolkien. Son œuvre rassemble un grand nombre de poèmes, pièces de théâtre, biographies, nouvelles et essais, en plus de ses traductions.
Elle apprend l'espéranto en 1949 et marque nettement la littérature et la poésie de cette langue. Sa biographie de Ludovic Zamenhof, créateur de l'espéranto vers 1887, fait autorité dans la communauté espéranto d'après-guerre.
En 2008, elle est nommée au Prix Nobel de littérature.
Marjorie Boulton a été présidente de l'Association des amateurs de chats “kat-amikaro” espérantophones et de l'Oxford and District Esperanto Society (ODES). Elle fut également membre de l'Académie d'espéranto.
Chargée d'émotion et socialement engagée, l'œuvre de Marjorie Boulton laisse transparaître les tourments de l'auteur sans être dénuée d'humour. Elle reflète un mélange d'humanisme et d'idéalisme.

## Ouvrages

### En esperanto
- Kontralte (poèmes, 1955)
- Kvarpieda kamarado (Un camarade à quatre pattes, journal sur un chaton, 1956)
- Cent ĝojkantoj (poèmes, 1957, repr. 1977)
- Eroj kaj aliaj (poèmes, 1959)
- Virino ĉe la landlimo (Une femme à la frontière, drame, 1959)
- Zamenhof, aŭtoro de Esperanto (biographie, 1962, seconde édition en 1989)
- Dek du piedetoj (Douze petits petons, nouvelles, 1964)
- Okuloj (Les Yeux, nouvelles, 1967)
- Nia sango: teatraĵo por ok personoj (Notre sang : théâtre pour huit personnes 1970)
- Ni aktoras : tri komedietoj (Nous jouons : trois petites comédies 1971)
- Rimleteroj (correspondance avec William Auld (1976)
- Poeto fajrokora: la verkaro de Julio Baghy (Un poète au cœur de flamme : l'œuvre de Julio Baghy, 1983)
- Faktoj kaj fantazioj (1984, seconde édition 1993)
- Ne nur leteroj al plum-amikoj: Esperanta literaturo – fenomeno unika (Pas seulement des lettres à des amis correspondants : la littérature espérantiste - un phénomène unique, essai, 1984)
- Du el (avec Poul Thorsen (eo), 1985)
- Unu animo homa (2022)

#### Livre-anniversaire
- (eo) Lingva Arto. Jubilea libro omaĝe al William Auld kaj Marjorie Boulton., Vilmos Benczik (eo), Rotterdam, Association universelle d'espéranto, 217 p., 1999, rééd.  (ISBN 92-9017-064-6)

### Œuvres lisibles sur internet
- Finfine
- Aŭtuna gloro
- Rimleteroj
- Ebrivirgeco
- Tiel, kiel ĝi ne okazis
- Ne nur leteroj de plum-amikoj [PDF]

### Commentaires à propos de son œuvre
- (eo) À propos de Kontralte
- (eo) Idem